# Nicolás Borlenghi
Nacido en San Fernando (Buenos Aires, Argentina, 19 de mayo de 1985), futbolista argentino. Se desempeñaba en la posición de volante y su último equipo antes de anunciar su retiro fue CA Los Andes de la Primera B Metropolitana de Argentina.
Actualmente está retirado del fútbol profesional.

## Clubes
| Club              | País      | Año       |
| ----------------- | --------- | --------- |
| CA Platense       | Argentina | 2003-2006 |
| Deportivo Aucas   | Ecuador   | 2007      |
| CA Platense       | Argentina | 2007-2008 |
| Deportivo Español | Argentina | 2008-2010 |
| CA Los Andes      | Argentina | 2010-2011 |